# Serrekunda East Mini Stadium
Serrekunda East Mini Stadium – to stadion piłkarski w mieście Serrekunda, w Gambii. Jest obecnie używany głównie dla meczów piłki nożnej i jest domową areną klubów piłkarskich Bakau United, Hawks Serrekunda, Samger FC, Sea View FC i Steve Biko FC. Stadion może pomieścić 5 000 widzów.